# Herbert Daniel
Herbert Eustáquio de Carvalho, conhecido como Herbert Daniel (Belo Horizonte, 14 de dezembro de 1946 – Rio de Janeiro, 29 de março de 1992), foi um escritor, sociólogo, jornalista e guerrilheiro brasileiro, integrante da luta armada contra a ditadura militar brasileira, instalada no país entre 1964-1985.

## Biografia
Ex-estudante de medicina da Universidade Federal de Minas Gerais, como guerrilheiro, em oposição armada ao governo do Brasil quando o país era controlado pela ditadura militar, Daniel integrou as organizações paramilitares POLOP, Colina, VAR Palmares e VPR. De acordo com seu companheiro de lutas, Alfredo Sirkis, Daniel foi, durante um período, o líder intelectual da VPR. Foi integrando essa última organização que ele participou dos sequestros do embaixador alemão Ehrenfried von Holleben, em junho de 1970, e do embaixador suiço no Brasil, Giovanni Bucher, em dezembro de 1970, o segundo deles junto com Carlos Lamarca, a quem também acompanhou na criação do foco guerrilheiro montado no Vale do Ribeira, em 1969.
Um dos poucos integrantes da luta armada a escapar da prisão e das torturas, ele exilou-se em 1974, passando a residir com seu parceiro em Portugal, onde voltou a estudar medicina, e na França, onde exerceu o jornalismo.
Herbert Daniel foi o último exilado do regime militar instaurado em 1964 a ser anistiado. Ele voltou ao Brasil em 1981, após o princípio da redemocratização. Militou no Partido dos Trabalhadores (PT), e participou da fundação do Partido Verde com outros dissidentes do PT. Daniel foi também um ativista pela ecologia e direitos dos homossexuais, tendo ele mesmo um relacionamento de vinte anos com o artista gráfico Cláudio Mesquita. Daniel escreveu os livros Passagem para o Próximo Sonho, Meu Corpo Daria um Romance e Vida antes da Morte, entre outros. Ele morreu em 1992, no Rio de Janeiro, vítima de complicações causadas pela AIDS.
O think tank ligado ao Partido Verde chama-se Fundação Verde Herbert Daniel em sua homenagem. Seu codinome na clandestinidade, "Daniel", acabou sendo incorporado a seu nome de uso profissional e público.
A companhia teatral "Núcleo Experimental" desenvolveu um espetáculo musical autoral contando a trajetória de Herbert Daniel. O musical se chama "Codinome Daniel" e estreiou em 12 se Janeiro de 2024, em São Paulo, com texto, letras, e direção geral de Zé Henrique de Paula e música de Fernanda Maia.